# Jevhen Chatjeridi
Jevhen Hryhorovytj Chatjeridi (ukrainska: Євген Григорович Хачеріді), född 28 juli 1987 i Melitopol, är en ukrainsk före detta fotbollsspelare som sedan 2008 spelar för Dynamo Kiev och Ukrainas fotbollslandslag.